# 울릉군의회
울릉군의회는 경상북도 울릉군 지역을 관할하는 기초의회이다.